# Ата (острів)
Ата (тонг. ʻAta; англ. ʻAta, Pylstaart) — вулканічний острів у південно-західній частині острівної групи Тонгатапу округу Тонгатапу (Королівство Тонга), в південно-західній частині Тихого океану. Не слід плутати з плоским кораловим островом Ата, який лежить уздовж проходу Піха, за 9,4 км на північний схід від острова Тонгатапу, головного острова архіпелагу Тонгатапу.

## Географія

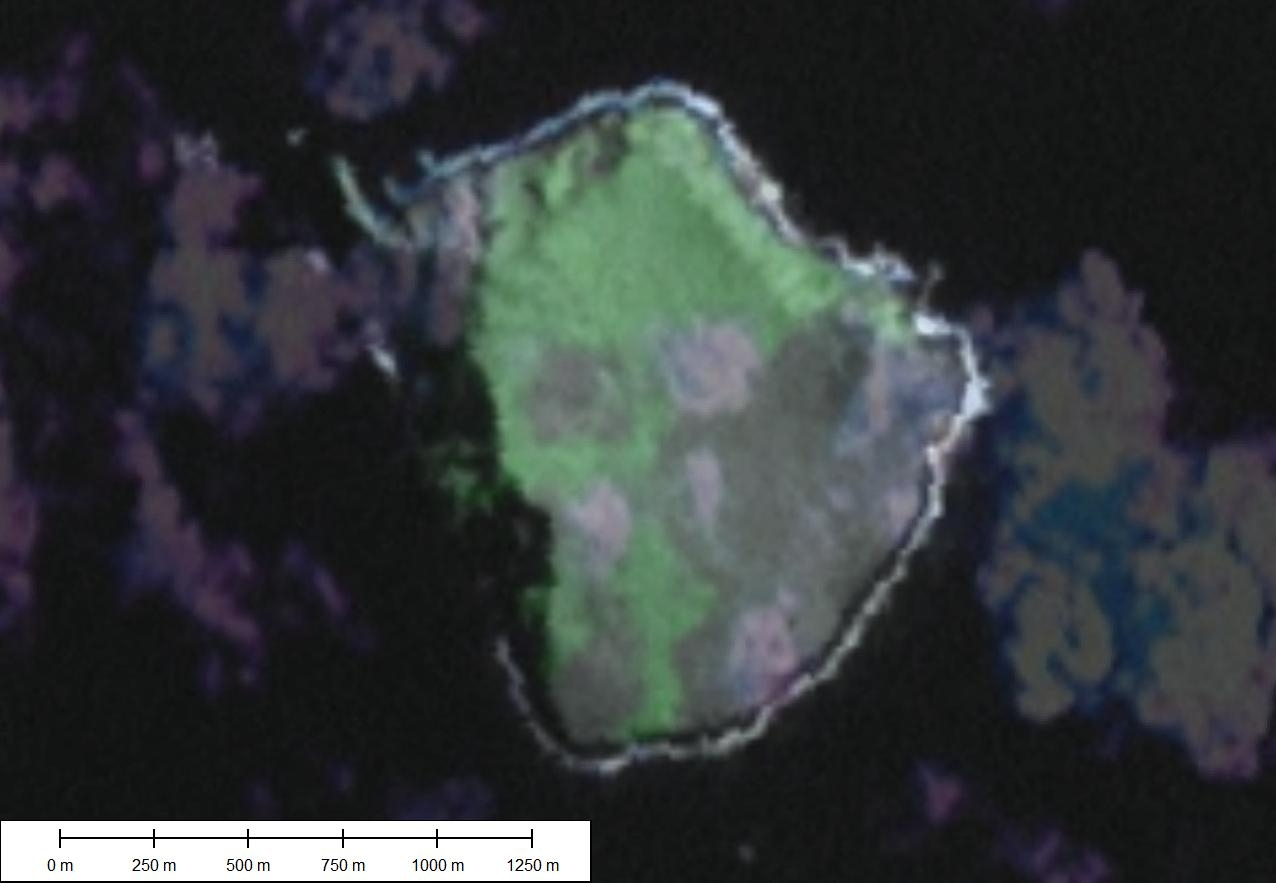
Острів Ата з космосу

Острів є самим найпівденнішим островом Королівства Тонга, розташований приблизно за 157 км на північний захід від острова Тонгатапу. Найближчий материк, Австралія, знаходиться за 3000 км на захід — південний захід, а острів Північний (Нова Зеландія) лежить майже за 1700 км на південний захід.
Ата має вулканічне походження і, ймовірно, є найстарішим островом в західному ланцюгу вулканічних островів архіпелагу Тонга. За всю історію спостереження людиною будь-яких вулканічних процесів на острові зареєстровано не було. Площа острова — 2,3 км², довжина становить 1,7 км, при максимальній ширині — 1,6 км. Він покритий густою рослинністю, серед якої переважають кокосові пальми. Тут також поширені фігове та хлібне дерева. Гніздяться морські птахи. Єдиний ссавець острова — малий полінезійський пацюк (Rattus exulans).
Клімат на Ата тропічний. Трапляються руйнівні циклони та землетруси.

## Історія
Європейським першовідкривачем Ата став  голландський мандрівник Абель Тасман, який відкрив острів 19 січня 1643 року. Через велику кількість тропічних птахів, мореплавець назвав його «Pylstaert Eylant» (в сучасному  голландському написанні — «Pijlstaart»), що означає «хвіст стрілою» (англ. arrowtail, це була також назва тропічного птаха, який в наш час називається фаетон). Проте через погану погоду Тасману не вдалося висадитися на острові.
У 1773 році острів згадується Джеймсом Куком під час його другого навколоосвітнього плавання. Його координати були виправлені Лаперузом, який згадує його як острів «Plistard».
У період між 1862 та 1864 роками жителі острова найбільше постраждали з трьох островів Тонга від перуанских работорговців: практично все населення було вивезене і продане в рабство на інші острови Океанії та в Перу для збирання гуано, або померли під час перевезення від хвороб чи нелюдських умов. Цим подіям передувало рішення перуанського уряду, який у 1862 році вирішив залучити працю підневільних робітників для збирання гуано на островах Чинча у Перу. Флот суден вирушив на острови Тихого океану, щоб знайти «бажаючих» мігрантів, але тактика вербування була швидко замінена тактикою обману і викрадення людей. Британський капітан китобійного судна «Греція» Томас Джеймс Мак-Грат, обманом викрав у селі Коломаїле 144 людини. На острові Ніуафо'оу (група островів Ніуас) він викрав 30 чоловік. На острові Уїха (острівна група Ха'апаї) работорговцям пощастило найменше, із мисливців за рабами, вони самі виявилися в ролі «здобичі», після засідки, яку їм влаштували остров'яни. Щоб врятувати населення, що залишилося, у 1863 році король Тонга Джордж Тупоу I наказав евакуювати жителів, на острів Еуа. Відтоді острів Ата безлюдний. Нащадки з острова досі живуть на острові Еуа в селах Коломаїле та Ха'ату'а. Їх бажання коли-небудь повернутися на острів Ата малоймовірне, оскільки острів не має придатної гавані, що робить перевезення вантажу до нього небезпечним та неекономічним.
У червні 1965 року шестеро школярів з міста Нукуалофа вирушили на вельботі ловити рибу. Шторм їх відніс в океан. Зрештою хвилі розбили їхній човен, викинувши на берег безлюдного острівця Ата, на якому вони прожили 13-ть місяців, харчуючись рибою і м'ясом птахів, замість води пили сік кокосових горіхів. Спас їх австралійський капітан Ворнер, який на яхті «Джаст Девід» підійшов до берега острова.